# Serious Moonlight
Serious Moonlight es una película de 2009 dirigida por Cheryl Hines. Es protagonizada por Meg Ryan, Timothy Hutton, Kristen Bell y Justin Long. Fue estrenada por Magnolia Pictures el 4 de diciembre de 2009.

## Sinopsis
La relación entre Ian y Luise se va a pique cuando Louise descubre la infidelidad de su marido con otra muchacha más joven y alegre, pero ni corta ni perezosa decide que para reconquistar debe reternerlo y que mejor manera que atarlo en la tapa de su inodoro. en el tiempo en el que está maniatado comienzan a hablar de diversos aspectos de su relación y el por qué de la infidelidad

## Elenco
- Meg Ryan como Louise.
- Timothy Hutton como Ian.
- Kristen Bell como Sara.
- Justin Long como Todd.